# Герб Пастушого
Герб Пастушого — офіційний символ села Пастуше, Чортківського району Тернопільської області, затверджений 4 вересня 2023 року рішенням сесії Чортківської міської ради.
Автори — А. Гречило та О. Лісниченко.

## Опис герба
У зеленому полі золотий посох (пастуший жезл) у правий перев'яз, над ним і внизу — по срібній горлиці. 

## Зміст
Символіка села пов'язана з переселенцями з Лемківщини. Частина з них переселена з Горлицького повіту, також у селі є ансамбль «Горлиця», тому це може уособлюватися птахом горлицею. Пастуший жезл-патериця додатково вказує на назву села.